# Festival du cinéma grec 1973
Le Festival du cinéma grec de 1973 fut la 14e édition du Festival international du film de Thessalonique. Elle se tint du 24 au 30 septembre 1973.

## Palmarès
- Jean le violent : meilleur réalisateur, meilleur scénario, meilleur acteur, prix spécial pour la photographie
- Lavete thesis (Prenez place) : meilleur film, meilleur jeune réalisateur, meilleure photographie
- Le Lieu du crâne : prix spécial pour la photographie, prix spécial pour le scénario, prix de l'Association panhellénique des critiques de cinéma
- Grigoris Afxentiou : meilleure direction artistique, meilleure musique
- Le Marais : prix spécial pour la photographie
- O Episkeptis : meilleur acteur dans un second rôle
- Les Grandes Chansons d'amour : prix spécial pour la photographie
- Les Protecteurs : meilleure actrice dans un second rôle